# شارل فان در برگ
شارل فان در برگ (انگلیسی: Charl Van Den Berg؛ – ) مدل، کنشگری اهل آفریقای جنوبی بود. وی بین سال‌های ۲۰۰۹ تا ۲۰۱۵ میلادی فعالیت می‌کرد.
او در ۳۳ سالگی درگذشت.